# Handbuch der deutschen Aktiengesellschaften
Das Handbuch der deutschen Aktiengesellschaften (HbAG, zeitweise auch Handbuch der deutschen Aktien-Gesellschaften geschrieben) war ein umfangreiches Nachschlagewerk über die Aktiengesellschaften in Deutschland ab 1896 mit Geschichte, Unternehmensstruktur und wichtigen handelnden Personen.
Das Nachschlagewerk wurde anfangs vom Leipziger A. Schumann Verlag, dann vom Verlag für Börsen- und Finanzliteratur in Leipzig (Jahrgänge 1910/11 bis 1922/23) und später bis einschließlich Jahrgang 1997/98 vom Verlag Hoppenstedt verlegt.
Die Ausgaben gehören in der Deutschen Nationalbibliothek zur Liste der fachlichen Nachschlagewerke für die Gemeinsame Normdatei.